# Arturo Guzmán Decena
Pour les articles homonymes, voir Decena et Guzmán.
 (avril 2017).
Si vous disposez d'ouvrages ou d'articles de référence ou si vous connaissez des sites web de qualité traitant du thème abordé ici, merci de compléter l'article en donnant les références utiles à sa vérifiabilité et en les liant à la section « Notes et références ».
Arturo Guzmán Decena, né le 13 janvier 1976 à Puebla et mort le 21 novembre 2002 à Matamoros, alias Z-1, est un ancien soldat des forces spéciales mexicaines qui rejoint en 1997 le Cartel du Golfe.
Il fonde alors l'organisation criminelle de Los Zetas, afin de servir de bras armé à Osiel Cárdenas Guillén.

## Biographie
Né au sein d'une famille pauvre de Puebla, Arturo Guzmán Decena rejoint l'armée à l'adolescence afin d'échapper à la pauvreté. Son comportement agressif et ses talents lui permirent de rejoindre une unité de forces spéciales de l'armée mexicaine, le Grupo Aeromóvil de Fuerzas Especiales (GAFE), initialement formé aux techniques de contre-insurrection contre la rébellion zapatiste de 1994, puis pour la recherche et l'arrestation de membres des cartels mexicains. Guzmán Decena aurait également reçu une formation militaire de la part des forces spéciales israéliennes. Son entraînement fut mis en pratique après que plus de 3000 rebelles zapatistes prirent plusieurs villes de l'État méridional du Chiapas en 1994. Ce soulèvement était dirigé contre la pauvreté et la mainmise du Parti révolutionnaire institutionnel (PRI), et de nombreux rebelles prirent les armes ; le gouvernement mexicain envoya les GAFE afin de mater l'insurrection zapatiste[réf. souhaitée]. En quelques heures, 34 rebelles furent tués, et 3 autres capturés par le groupe contre-insurrectionnel de Guzmán Decena. Leurs corps mutilés furent déposés sur le rivage d'une rivière - les oreilles et le nez coupés[réf. souhaitée].
Il obtient au milieu des années 1990 un poste dans les forces spéciales de l'armée mexicaine. Au cours de sa carrière militaire, Guzmán Decena intègre un groupe de combat d'élite qui bénéficie de formations de la part des forces spéciales américaines et des forces de défense israéliennes. Il est alors formé aux techniques de contre-insurrection, au maniement des explosifs, et il apprend à traquer et à appréhender ses ennemis.
Désormais l'un des plus brillants et des plus sanglants des membres des GAFE, Guzmán Decena fut envoyé dans l'état septentrional de Tamaulipas. Alors qu'il travaillait comme chef de la sécurité de la ville de Miguel Alemán, à la frontière américaine, il fut recruté par le cartel de Cárdenas Guillén. Il commence à recevoir des pots-de-vin du Cartel du Golfe. Ce genre d'arrangements étaient courants parmi les chefs militaires, mais alors qu'il était courant que des soldats acceptent souvent des pots-de-vin de la part des chefs de cartel, il était bien plus rare qu'ils désertent de l'armée pour rejoindre leurs rangs. Les pots-de-vin étaient vus par les soldats comme faisant partie des avantages de leur travail, et restaient fermes sur l'idée qu'ils étaient les protecteurs du peuple mexicain[réf. souhaitée]. Il quitte l'armée en 1997 pour travailler à plein-temps pour le cartel de trafic de drogue. Selon le journaliste britannique Ioan Grillo, les raisons pour lesquelles Guzmán Decena a déserté l'armée pour devenir un narco-mercenaire[réf. souhaitée] restent obscures. Pendant plusieurs années, il recrute d'autres membres des Forces Spéciales mexicaines pour former Los Zetas, le bras armé du Cartel du Golfe, avec Cárdenas Guillén.
Une fois Juan García Ábrego, fondateur du cartel du Golfe, placé derrière les barreaux en 1996, Ángel Salvador El Chava Gómez Herrera cherche à prendre les rênes de l'organisation criminelle avec l'aide de Cárdenas Guillén. Dans un premier temps, leur entente marche à merveille : ils corrompent policiers, politiciens et soldats, et parviennent à prendre le contrôle de la majeure partie des chargements de drogue venus du Guatemala. Mais à la mi-1999, Osiel Cárdenas Guillén ordonne à Guzmán Decena d'exécuter Gómez Herrera, juste après le baptême de sa fille dont Herrera est le parrain. Gómez Herrera est invité à monter dans la voiture de Cárdenas Guillén après la cérémonie, où ils échangent quelques minutes jusqu'à ce que Guzmán Decena, assis sur le siège arrière, tire une balle dans sa tête. Son corps en voie de décomposition est retrouvé plus tard dans la banlieue de Matamoros, Tamaulipas. Pour le meurtre de Gómez Herrera, Cárdenas Guillén gagne son surnom de Mata Amigos (« Le tueur d'amis »).
Il est le bras droit de Cárdenas Guillén jusqu'au 21 novembre 2002, date à laquelle il est abattu et tué par l'armée mexicaine dans la ville frontalière de Matamoros, dans l'État de Tamaulipas.

## Autres crimes
- Assassinat du lieutenant de la police fédérale judiciaire Jaime Rajid Gutierrez Arreola, qui a été tué le 21 mars 1999 à Reynosa.
- Enlèvement, torture et assassinat le 9 avril 2000 à Matamoros du journaliste Pablo Pineda Gaucín, peut-être soupçonné d'être un informateur de la DEA.
- Enlèvement et assassinat de l'avocat Alberto la Chona Gomez Gomez le 14 novembre 2000.
- Tentative d'assassinat du trafiquant de drogue Edelio López Falcón, qui a eu lieu le 14 mai 2001 à Monterrey.
- Le 9 juillet 2001, le chef de la police de l'État Jaime Yáñez Cantú est assassiné à Matamoros avec l'agent d'escorte Gerardo Gascón Mercado.
- Torture et exécution du patron Dionisio Román El Chacho García Sánchez, pris à Monterrey et tué à Reynosa, le 13 mai 2002 ; dans le raid effectué par Guzman Décena et ses hommes, ils kidnappent et tuent son lieutenant Juvenal el Juve Sanchez Torres.